# Bertiera
Genre
Bertiera est un genre de plantes à fleurs de la famille des Rubiaceae.

## Liste des variétés et espèces
Selon Catalogue of Life (17 octobre 2017) :
- Bertiera adamsii (Hepper) N.Hallé
- Bertiera aequatorialis N.Hallé
- Bertiera aethiopica Hiern
- Bertiera angusiana N.Hallé
- Bertiera angustifolia Benth.
- Bertiera annobonensis G.Taylor ex Mildbr.
- Bertiera arctistipula N.Hallé
- Bertiera batesii Wernham
- Bertiera bicarpellata (K.Schum.) N.Hallé
- Bertiera bistipulata Bojer ex Wernham
- Bertiera borbonica A.Rich. ex DC.
- Bertiera bracteolata Hiern
- Bertiera bracteosa (Donn.Sm.) B.Ståhl & L.Andersson
- Bertiera breviflora Hiern
- Bertiera brevithyrsa A.P.Davis
- Bertiera chevalieri Hutch. & Dalziel
- Bertiera congolana De Wild. & T.Durand
- Bertiera crinita (A.Rich.) Wittle & A.P.Davis
- Bertiera elabensis K.Krause
- Bertiera fimbriata Hepper
- Bertiera globiceps K.Schum.
- Bertiera gonzaleoides Griseb.
- Bertiera guianensis Aubl.
- Bertiera heterophylla Nguembou & Sonké
- Bertiera iturensis K.Krause
- Bertiera lanx N.Hallé
- Bertiera laurentii De Wild.
- Bertiera laxa Benth.
- Bertiera laxissima K.Schum.
- Bertiera ledermannii K.Krause
- Bertiera lejolyana Nguembou & Sonké
- Bertiera letouzeyi N.Hallé
- Bertiera longiloba K.Krause
- Bertiera longithyrsa Baker
- Bertiera loraria N.Hallé
- Bertiera lujae De Wild.
- Bertiera naucleoides (S.Moore) Bridson
- Bertiera orthopetala (Hiern) N.Hallé
- Bertiera parviflora Spruce ex K.Schum.
- Bertiera pauloi Verdc.
- Bertiera pedicellata (Hiern) Wernham
- Bertiera procumbens K.Schum. & K.Krause
- Bertiera racemosa (G.Don) K.Schum.
- Bertiera retrofracta K.Schum.
- Bertiera rosseeliana Sonké, Esono & Nguembou
- Bertiera rufa A.Rich. ex DC.
- Bertiera rugosa L.Andersson & C.H.Perss.
- Bertiera sphaerica N.Hallé
- Bertiera spicata (C.F.Gaertn.) K.Schum.
- Bertiera subsessilis Hiern
- Bertiera tessmannii K.Krause
- Bertiera thollonii N.Hallé
- Bertiera thonneri De Wild. & T.Durand
- Bertiera troupinii N.Hallé
- Bertiera viburnoides (Standl.) J.H.Kirkbr.
- Bertiera zaluzania Comm. ex C.F.Gaertn.

Selon NCBI (17 octobre 2017) :
- Bertiera aethiopica
- Bertiera angustifolia
- Bertiera bicarpellata
- Bertiera borbonica
- Bertiera bracteolata
- Bertiera bracteosa
- Bertiera breviflora
- Bertiera crinita
- Bertiera guianensis
- Bertiera iturensis
- Bertiera laxa
- Bertiera laxissima
- Bertiera longithyrsa
- Bertiera pauloi
- Bertiera procumbens
- Bertiera racemosa
  - variété Bertiera racemosa var. dewevrei
- Bertiera rufa
- Bertiera subsessilis
- Bertiera zaluzania

Selon The Plant List (17 octobre 2017) :
- Bertiera adamsii (Hepper) N.Hallé
- Bertiera aequatorialis N.Hallé
- Bertiera aethiopica Hiern
- Bertiera angusiana N.Hallé
- Bertiera angustifolia Benth.
- Bertiera annobonensis G.Taylor ex Mildbr.
- Bertiera arctistipula N.Hallé
- Bertiera batesii Wernham
- Bertiera bicarpellata (K.Schum.) N.Hallé
- Bertiera bistipulata Bojer ex Wernham
- Bertiera borbonica A.Rich. ex DC.
- Bertiera bracteolata Hiern
- Bertiera bracteosa (Donn.Sm.) B.Ståhl & L.Andersson
- Bertiera breviflora Hiern
- Bertiera brevithyrsa A.P.Davis
- Bertiera chevalieri Hutch. & Dalziel
- Bertiera congolana De Wild. & T.Durand
- Bertiera crinita (A.Rich.) Wittle & A.P.Davis
- Bertiera elabensis K.Krause
- Bertiera fimbriata Hepper
- Bertiera globiceps K.Schum.
- Bertiera gonzaleoides Griseb.
- Bertiera guianensis Aubl.
- Bertiera heterophylla Nguembou & Sonké
- Bertiera iturensis K.Krause
- Bertiera lanx N.Hallé
- Bertiera laurentii De Wild.
- Bertiera laxa Benth.
- Bertiera laxissima K.Schum.
- Bertiera ledermannii K.Krause
- Bertiera lejolyana Nguembou & Sonké
- Bertiera letouzeyi N.Hallé
- Bertiera longiloba K.Krause
- Bertiera longithyrsa Baker
- Bertiera loraria N.Hallé
- Bertiera lujae De Wild.
- Bertiera naucleoides (S.Moore) Bridson
- Bertiera orthopetala (Hiern) N.Hallé
- Bertiera parviflora Spruce ex K.Schum.
- Bertiera pauloi Verdc.
- Bertiera pedicellata (Hiern) Wernham
- Bertiera procumbens K.Schum. & K.Krause
- Bertiera pubiflora (Steyerm.) L.Andersson & B.Ståhl
- Bertiera racemosa (G.Don) K.Schum.
- Bertiera retrofracta K.Schum.
- Bertiera rosseeliana Sonké, Esono & Nguembou
- Bertiera rufa A.Rich. ex DC.
- Bertiera rugosa L.Andersson & C.H.Perss.
- Bertiera sphaerica N.Hallé
- Bertiera spicata (C.F.Gaertn.) K.Schum.
- Bertiera subsessilis Hiern
- Bertiera tessmannii K.Krause
- Bertiera thollonii N.Hallé
- Bertiera thonneri De Wild. & T.Durand
- Bertiera troupinii N.Hallé
- Bertiera viburnoides (Standl.) J.H.Kirkbr.
- Bertiera zaluzania Comm. ex C.F.Gaertn.

Selon Tropicos (17 octobre 2017) (Attention liste brute contenant possiblement des synonymes) :
- Bertiera adamsii (Hepper) N. Hallé
- Bertiera aequaliramosa Steyerm.
- Bertiera aequatorialis N. Hallé
- Bertiera aethiopica Hiern
- Bertiera africana A. Chev.
- Bertiera angusiana N. Hallé
- Bertiera angustifolia Benth.
- Bertiera annobonensis G. Taylor ex Mildbr.
- Bertiera arctistipula N. Hallé
- Bertiera batesii Wernham
- Bertiera bequaerti De Wild.
- Bertiera bicarpellata (K. Schum.) N. Hallé
- Bertiera bistipulata Bojer ex Wernham
- Bertiera bityensis Wernham
- Bertiera borbonica A. Rich. ex DC.
- Bertiera bosscheana De Wild.
- Bertiera bracteolata Hiern
- Bertiera bracteosa (Donn. Sm.) B. Ståhl & L. Andersson
- Bertiera breviflora Hiern
- Bertiera brevithyrsa A.P. Davis
- Bertiera capitata De Wild.
- Bertiera chevalieri Hutch. & Dalziel
- Bertiera chrysantha Hassk.
- Bertiera cinereoviridis K. Schum. ex Wernham
- Bertiera coccinea (G. Don) G. Don
- Bertiera colombiana Standl. ex Steyerm.
- Bertiera congolana De Wild. & T. Durand
- Bertiera crinita (A. Rich.) Wittle & A.P. Davis
- Bertiera dewevrei De Wild. & T. Durand
- Bertiera diversiramea Steyerm.
- Bertiera elabensis K. Krause
- Bertiera fasciculata Blume
- Bertiera ferrugrinea Willd. ex Schult.
- Bertiera fimbriata (A. Chev. ex Hutch. & Dalziel) Hepper
- Bertiera glabrata K. Schum.
- Bertiera globiceps K. Schum.
- Bertiera gonzaleoides C. Wright ex Griseb.
- Bertiera gracilis De Wild.
- Bertiera guianensis Aubl.
- Bertiera heterophylla Nguembou & Sonké
- Bertiera iturensis K. Krause
- Bertiera javanica Blume
- Bertiera lanx N. Hallé
- Bertiera lateriflora Blume
- Bertiera laurentii De Wild.
- Bertiera laxa Benth.
- Bertiera laxissima K. Schum.
- Bertiera ledermannii K. Krause
- Bertiera lejolyana Nguembou & Sonké
- Bertiera letouzeyi Halle
- Bertiera longiloba K. Krause
- Bertiera longithyrsa Baker
- Bertiera loraria N. Hallé
- Bertiera lujae De Wild.
- Bertiera macrocalyx Hassk.
- Bertiera maitlandii Hutch. & Dalziel
- Bertiera mildbraedii K. Krause
- Bertiera montana Hiern
- Bertiera mucronata Comm. ex C.F. Gaertn.
- Bertiera naucleoides (S. Moore) Bridson
- Bertiera obversa K. Krause
- Bertiera oligosperma Wernham
- Bertiera orthopetala (Hiern) N. Hallé
- Bertiera palustris A. Rich.
- Bertiera panamensis Standl.
- Bertiera parviflora Spruce ex K. Schum.
- Bertiera pauloi Verdc.
- Bertiera pedicellata (Hiern) Wernham
- Bertiera pomatium (C.F. Gaertn.) Benth.
- Bertiera procumbens K. Schum. & K. Krause
- Bertiera pubiflora (Steyerm.) L. Andersson & B. Ståhl
- Bertiera racemosa (G. Don) K. Schum.
- Bertiera retrofracta K. Schum.
- Bertiera rosseeliana Sonké, Esono & Nguembou
- Bertiera rufa A. Rich. ex DC.
- Bertiera rugosa L. Andersson & C.H. Perss.
- Bertiera simplicicaulis N. Hallé
- Bertiera sphaerica N. Hallé
- Bertiera spicata (C.F. Gaertn.) K. Schum.
- Bertiera subsessilis Hiern
- Bertiera tenuiflora Wernham
- Bertiera tenuis Lundell
- Bertiera tessmannii K. Krause
- Bertiera thollonii N. Hallé
- Bertiera thonneri De Wild. & T. Durand
- Bertiera tisserantii N. Hallé
- Bertiera troupinii N. Hallé
- Bertiera viburnoides (Standl.) J.H. Kirkbr.
- Bertiera zaluzania Comm. ex C.F. Gaertn.
- Bertiera zaluziana Gaertn. f.